# Халбе
Халбе (њем. Halbe) општина је у њемачкој савезној држави Бранденбург. Једно је од 37 општинских средишта округа Даме-Шпревалд. Према процјени из 2010. у општини је живјело 2.167 становника. Посједује регионалну шифру (AGS) 12061216.

## Географски и демографски подаци
Халбе се налази у савезној држави Бранденбург у округу Даме-Шпревалд. Општина се налази на надморској висини од 35 метара. Површина општине износи 78,1 km². У самом мјесту је, према процјени из 2010. године, живјело 2.167 становника. Просјечна густина становништва износи 28 становника/km².